# 有心無默
有心無默（LIHKG討論區 ID：23893），是香港網路小說作家，作品主要於高登講故台、連登講故台以及Facebook連載，題材以滲雜愛情元素的科幻類為主。其Facebook專頁現有逾十萬讚好。

## 著作生涯
有心無默於2011年開始在網上連載小說，初期以愛情小品和以社會題材為背景的散文為主，並於2014年出版了首本實體書《成為外星少女的導遊》，迴響一般。及至2016年連載了中篇小說《西營盤》，以當時延遲開站的西營盤港鐵站為背景的恐怖故事，獲得了大眾關注，其大結局更吸引了八萬人同時追看，並於同年出版了實體書，登上了各大書局的暢銷排行榜。於同年年底亦開始連載絕系列首部曲《絕命上映》，再度獲得大眾注意，並於網路小說界帶起撰寫「篩選」題材作品的風氣。翌年繼而連載二部曲《絕望走廊》和三部曲《絕無轉機》，吸引逾十萬讀者追看。隨後自2018年起出版了《無限次告白》、《醉後的藍》和《時間守衡者》三本舊作的實體版，並未有連載新作。於2019年開始連載新系列無異系列，現已出版了《無異之初》、《無異之地》及《無異之局》的實體版。2022年開始經營自己的公司「故星號」，並出版新書《扮工鬥室》、《迷離短篇》、《絕非訪客》。

## 小說作品
2014 - 成為外星少女的導遊
2016 - 西營盤
2016 - 絕命上映
2017 - 絕望走廊
2017 - 絕無轉機
2018 - 無限次告白
2018 - 醉後的藍
2019 - 時間守衡者
2019 - 無異之初
2020 - 無異之地
2022 - 無異之局
2022 - 扮工鬥室
2022 - 迷離短篇
2023 - 絕非訪客
2023 - 屍人屋苑
2024 - 再見，親愛的前度

## 改編
其愛情小品《【最近距離的來信】我與隔壁的S小姐成為了筆友》曾被改編成舞台劇演出。
而《西營盤》亦將會改拍成電影。

## 外部連結
- 有心無默的Instagram帳戶
- 有心無默的Facebook專頁